# クビアカサシガメ
クビアカサシガメ Reduvius humeralis  は、サシガメ科のカメムシの1種。黒い体で前胸だけが赤い。

## 特徴
体長は13-16mm。全体につや消しの黒い虫で、長く柔らかい毛を密生している。
前胸の背面後方が暗い赤になっており、その中に黒い横帯が入る。前翅の革質部の基部も暗い赤になっている。

## 習性
樹上性で、クヌギやコナラなどの樹上におり、チョウやガの幼虫などを獲物としている。よく飛翔する。

## 分布
本州、四国、九州と対馬、奄美大島から知られる。かつては南西諸島から台湾にも分布するとされていたが、南西諸島では奄美のみに見られ、台湾には分布しないことが確認され、日本固有種と見られる。